# Dilan Yeşilgöz

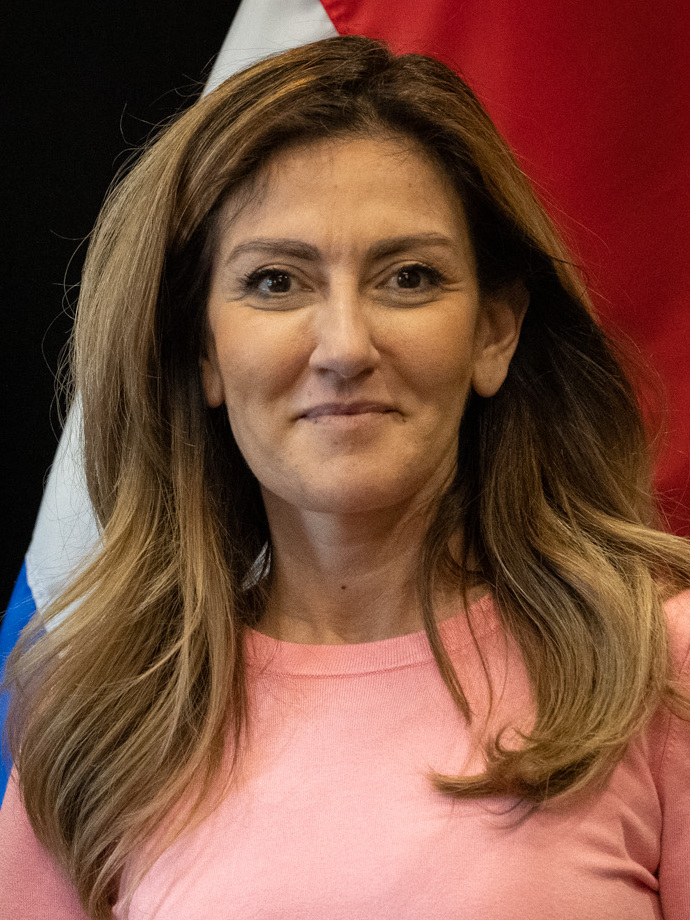
Dilan Yeşilgöz (2022)

Dilan Yeşilgöz-Zegerius (* 18. Juni 1977 in Ankara, Türkei) ist eine niederländische Politikerin (VVD). Sie ist seit 2023 Fraktionsvorsitzende in der Zweiten Kammer und politische Leiterin der rechtsliberalen Volkspartij voor Vrijheid en Democratie. Sie war bereits von 2017 bis 2021 Mitglied der Zweiten Kammer, von Mai 2021 bis Januar 2022 Staatssekretärin für Wirtschaft und Klima und vom 10. Januar 2022 bis 2. Juli 2024 Ministerin für Justiz und Sicherheit der Niederlande.

## Leben
Dilan Yeşilgöz wurde als Tochter des Anwalts Yücel Yeşilgöz und der studierten Anglistin Fatma Özgümüş in der türkischen Hauptstadt Ankara geboren. Ihr Vater ist Kurde und ihre Mutter Türkin. Als Kind floh Yeşilgöz 1984 mit ihrer Mutter in die Niederlande, wo sich ihr Vater zu diesem Zeitpunkt bereits seit drei Jahren aufhielt. Er war direkt nach dem türkischen Militärputsch von 1980 dorthin geflohen und wurde als Linker politisch verfolgt. Neben der niederländischen Staatsangehörigkeit war Yeşilgöz zumindest bis 2023 Bürgerin ihres Geburtslandes Türkei, versuchte die türkische Staatsbürgerschaft aber anlässlich der Parlamentswahl 2023 abzulegen.
Von 1997 bis 2003 studierte Yeşilgöz Kultur, Organisation und Management an der Freien Universität Amsterdam. 
Von 2004 bis 2006 arbeitete sie als Mitarbeiterin im Wissenschaftsbüro für Forschung und Statistik der Stadt Amersfoort. Von 2006 bis 2014 war sie als Beraterin der Stadtverwaltung Amsterdam für die Bereiche Sicherheit und Gesundheit tätig, sie beschäftigte sich mit Themen wie Gewalt- und Straßenkriminalität, Sanierung des Rotlichtviertels, Prostitutionspolitik, Drogenabhängigkeit, Coffeeshops, Obdachlosigkeit und häusliche Gewalt. Anschließend war Yeşilgöz bis 2017 Mitglied des Amsterdamer Stadtrats und danach bis zum 3. September 2021 Mitglied der Zweiten Kammer der Generalstaaten. Ihre Arbeitsschwerpunkte als Abgeordnete im niederländischen Parlament waren Medien, Außenhandel und Entwicklungszusammenarbeit, Emanzipation, Klima und Energie sowie Sicherheit. Bei der Parlamentswahl 2021 stand sie auf Platz 5 der Kandidatenliste ihrer Partei und erhielt über 45.000 Vorzugsstimmen. Vom 25. Mai 2021 bis zum 10. Januar 2022 war Yeşilgöz Staatssekretärin für Wirtschaft und Klima im dritten Kabinett Rutte. Am 10. Januar 2022 wurde sie zur Ministerin für Justiz und Sicherheit im vierten Kabinett Rutte ernannt. Dieses Amt hatte sie – nach dem Rücktritt der Regierung im Juli 2023 noch geschäftsführend – bis zum 2. Juli 2024 inne.
Im August 2023 wurde Dilan Yeşilgöz zur Spitzenkandidatin der VVD für die Parlamentswahl 2023 in den Niederlanden und damit zur politischen Leiterin der Partei gewählt. Bei der Wahl im November fiel die VVD mit 15,3 Prozentpunkten (minus 6,6 Prozentpunkte) und 24 der 150 Sitze in der Zweiten Kammer (10 weniger als zuvor) auf den dritten Platz. Im Dezember 2023 übernahm Yeşilgöz von Sophie Hermans den Vorsitz der VVD-Fraktion in der Zweiten Kammer. Nach mehreren gescheiterten Verhandlungen vereinbarte sie für die VVD sechs Monate nach der Wahl eine Koalition mit der rechtspopulistischen Partij voor de Vrijheid (PVV), dem Nieuw Sociaal Contract (NSC) und der BoerBurgerBeweging (BBB). Yeşilgöz selbst übernahm kein Regierungsamt im Kabinett Schoof, sondern behielt ihr Abgeordnetenmandat und den Fraktionsvorsitz.

## Politische Positionen
Als Ministerin für Justiz und Sicherheit setzte sich Yeşilgöz für eine Reform des Strafrechts und eine strikte Politik gegen Terrorismus und organisierte Kriminalität ein. Sie unterstützte Gesetze zum Schutz von Journalisten, die wegen ihrer Arbeit bedroht wurden, und befürwortete die Ausweisung extremistischer Imame aus dem Schengen-Raum. Sie befürwortete auch den verpflichtenden Einsatz von Bodycams für Polizeibeamte. Weiterhin erklärte sie, dass sie im Falle ihrer Wahl zur Premierministerin die Einwanderung stärker kontrollieren wolle.
Im Jahr 2019 sprach sich Yeşilgöz dafür aus, niederländische ISIS-Terroristen, die von kurdischen Kräften festgenommen werden, vor Ort vor Gericht zu stellen. Sie sprach sich auch dafür aus, die Rückführung von ISIS-Mitgliedern zu blockieren. Ihre Idee wurde von den damaligen Koalitionsparteien ihrer Partei VVD, der linksliberalen D66 und der christdemokratischen ChristenUnie abgelehnt.
2022 kritisierte sie die „Woke-Ideologie“ und argumentierte, der niederländische Rechtsstaat stehe unter dem Druck von linkem Aktivismus.
Als Spitzenkandidatin ihrer Partei anlässlich der Parlamentswahl 2023 gab sie bekannt, auch eine Koalition mit der rechtspopulistischen PVV von Geert Wilders in Erwägung zu ziehen. Dies stieß auf Kritik und öffentliche Diskussionen und wurde insbesondere wegen der Befürwortung der restriktiven Migrationspolitik der PVV kontrovers diskutiert.
Als ihr wichtigstes liberales Vorbild bezeichnet Yeşilgöz Frits Bolkestein.

## Persönliches
Dilan Yeşilgöz ist seit 2014 mit René Zegerius verheiratet.